# Parität (Physik)
Die Parität bezeichnet in der Physik eine Symmetrie, die ein physikalisches System gegenüber einer räumlichen Spiegelung haben kann.

## Beschreibung
Der Parität liegt eine Raumspiegelung zugrunde, die nach Auswahl eines Punktes als Koordinatenursprung durch einen Vorzeichenwechsel in jeder der drei Ortskoordinaten dargestellt wird. Dabei bleibt die Zeit {\displaystyle t} unverändert:
{\displaystyle (t,x,y,z)\mapsto (+t,-x,-y,-z)\ .}
Jeder Ort {\displaystyle {\vec {r}}} geht dabei in den Ort {\displaystyle -{\vec {r}}} über, der, anschaulich gesprochen, „jenseits des Ursprungs genau gegenüber“ liegt. Für die räumliche Vorstellung dieser Transformation der Koordinaten ist oft hilfreich, dass sie aus einer Spiegelung an einem ebenen Spiegel und einer anschließenden 180°-Drehung um die zum Spiegel senkrechte Richtung zusammengesetzt werden kann.
Eine physikalische Fragestellung ist nun, wie sich ein physikalisches System in einem bestimmten Zustand verhält, wenn es räumlich gespiegelt wird. Für die Antwort spielt es keine Rolle, ob nur in der Beschreibung des Systems die obige Koordinatentransformation vorgenommen wird oder ob stattdessen ein zweites System als gespiegelte Kopie des ersten aufgebaut wird. Behält eine physikalische Größe des Systems dabei ihren Wert, dann ist das System hinsichtlich dieser Größe spiegelsymmetrisch, es hat positive Parität. Wechselt eine physikalische Größe bei gleichbleibendem Betrag nur ihr Vorzeichen, dann hat das System hinsichtlich dieser Größe negative Parität. (Bezüglich des Betrags hat es dann also positive Parität.) In allen anderen Fällen liegt keine bestimmte Parität vor. Solche Systeme erscheinen „unsymmetrisch“, jedenfalls in Bezug zum gerade benutzten Koordinatenursprung.

### Beispiele
Eine im Ursprung befindliche elektrische Punktladung {\displaystyle Q} hat hinsichtlich ihres Potentials {\displaystyle V({\vec {r}})={\tfrac {Q}{4\pi \varepsilon _{0}|{\vec {r}}|}}} positive Parität, denn {\displaystyle V({\vec {r}})=V(-{\vec {r}})}. Hinsichtlich ihres elektrischen Feldes aber hat sie negative Parität, denn {\displaystyle {\vec {E}}(-{\vec {r}})=-{\vec {E}}({\vec {r}})}. Bezüglich eines anders gewählten Koordinatenursprungs liegt gar keine Parität vor.

## Paritätserhaltung
Bei allen Prozessen, die durch Gravitation oder Elektromagnetismus bewirkt werden, bleibt die Parität des Anfangszustands, wenn er eine hat, erhalten. Diese Paritätserhaltung gilt demnach in der ganzen Klassischen Physik. Anschaulich bedeutet dies z. B., dass aus einem symmetrischen Zustand nicht ein unsymmetrischer hervorgehen kann. Diese Aussage mag manchmal falsch erscheinen, z. B. wenn nach der Explosion eines vollständig symmetrisch aufgebauten Feuerwerkskörpers die entgegengesetzt auseinander fliegenden Brocken verschiedene Größe haben. Oder wenn sich ein glühender Eisenstab beim Abkühlen in unsymmetrischer Weise spontan magnetisiert. Nach der klassischen Physik muss die Ursache solcher Symmetriebrechung darin liegen, dass schon der Anfangszustand nicht völlig symmetrisch war, was wegen der Kleinheit der Störung aber unerkannt geblieben ist. Alles andere widerspricht der unmittelbaren Anschauung, denn ein mechanischer Apparat, der in spiegelbildlichem Nachbau nicht genau so funktionieren würde wie das Original, liegt außerhalb unserer Vorstellungsmöglichkeiten. Zum Beispiel müsste man sich vorstellen können, was bei einer normalen Holzschraube zwischen dem Gewinde und dem Holz passiert, wenn sie die Parität verletzt, also beim Hineindrehen herauskommt. Die Anschauung befindet sich hingegen im Einklang mit allen praktischen Erfahrungen in der makroskopischen Welt, die vollkommen von den paritätserhaltenden Wechselwirkungen Schwerkraft und Elektromagnetismus bestimmt werden.
Ein anderes Kennzeichen der Paritätserhaltung ist, dass man durch alleiniges Beobachten eines physikalischen Vorgangs prinzipiell nicht entscheiden kann, ob man ihn direkt oder nach einer Spiegelung beobachtet. Denn geht ein System, sei es symmetrisch oder unsymmetrisch, von einem Anfangszustand nach den Gesetzen der klassischen Physik in einen anderen Zustand über, dann geht ein gespiegelter Anfangszustand des gespiegelt aufgebauten Systems in derselben Zeit in das Spiegelbild des Endzustands über. Die beiden Fälle sind nur dadurch zu unterscheiden, dass man im Beobachtungsvorgang das Vorhandensein oder die Abwesenheit einer Spiegelung nachweist.
Die theoretische Begründung beider Kennzeichen der Paritätserhaltung beruht darauf, dass die Bewegungsgleichungen für Gravitation und Elektromagnetismus unverändert bleiben, wenn man die oben angegebene Koordinatentransformation durchführt. Man sagt, diese Gleichungen selbst besitzen Spiegelsymmetrie, sie sind unter dieser Transformation kovariant.

## Paritätsverletzung
Aufgrund aller praktischen Erfahrung und physikalischen Erkenntnis wurde eine Verletzung der Paritätserhaltung für ausgeschlossen gehalten, bis im Jahr 1956 eine bestimmte Beobachtung aus der Elementarteilchenphysik nicht mehr anders zu deuten war. Tsung-Dao Lee und Chen Ning Yang schlugen diesen Ausweg zur Lösung des „τ-θ-Rätsel“ (gesprochen „Tau-Theta-Rätsel“) beim Zerfall des Kaons vor. Noch im selben Jahr konnte dies von Chien-Shiung Wu und Leon Max Lederman in zwei unabhängigen Experimenten bestätigt werden.
Die Ursache der Paritätsverletzung liegt in der schwachen Wechselwirkung, mit welcher z. B. die Beta-Radioaktivität und der Zerfall vieler kurzlebiger Elementarteilchen beschrieben wird. Die Formeln der theoretischen Formulierung der schwachen Wechselwirkung sind nicht invariant gegenüber der Paritätstransformation. Fermionische Teilchen wie zum Beispiel das Elektron besitzen eine Eigenschaft namens Chiralität mit zwei möglichen Ausprägungen, die als linkshändig und rechtshändig bezeichnet werden und durch Raumspiegelung wechselseitig ineinander übergehen. Das ist vergleichbar mit der Polarisation von Licht oder eben mit dem Unterschied von linker und rechter Hand. Ein Elektron befindet sich, wie in der Quantenphysik möglich, im Allgemeinen in einer Art von Überlagerungszustand von Links- und Rechtshändigkeit. Eine paritätserhaltende Wechselwirkung muss beide Chiralitäten gleich stark betreffen. Die schwache Wechselwirkung greift aber lediglich an der linkshändigen Komponente des Elektronenzustands an. Dadurch ist die schwache Wechselwirkung nicht symmetrisch unter der Paritätstransformation und verletzt die Paritätserhaltung.

## Theoretische Beschreibung in der Quantenmechanik

### Paritätsoperator und Eigenwerte
In der Quantenmechanik wird der Zustand eines physikalischen Systems bestehend aus einem Teilchen im einfachsten Fall durch eine Wellenfunktion beschrieben. Diese ist eine Funktion {\displaystyle \psi \colon \mathbb {R} ^{3}\to \mathbb {C} }. Das Verhalten solcher Wellenfunktionen unter der Paritätstransformation wird durch einen Operator {\displaystyle {\hat {P}}} beschrieben, Paritätstransformation oder Paritätsoperator genannt, welche jeder Wellenfunktion {\displaystyle \psi } die zugehörige Wellenfunktion {\displaystyle {\hat {P}}\psi } im gespiegelten Koordinatensystem zuordnet. Sie ist definiert durch die Gleichung
{\displaystyle ({\hat {P}}\psi )({\vec {r}})=\psi (-{\vec {r}})} für jede Wellenfunktion {\displaystyle \psi } und jeden Ortsvektor {\displaystyle {\vec {r}}}.
Für Dirac-Wellenfunktionen ist der Paritätsoperator nicht allein eine Raumspiegelung der Wellenfunktion. Es tritt eine Transformation im 4-dimensionalen Dirac-Raum hinzu, die durch Multiplikation mit der Dirac-Matrix {\displaystyle \gamma ^{0}} bewirkt wird:
{\displaystyle ({\hat {P}}\psi )({\vec {r}})=\gamma ^{0}\psi (-{\vec {r}})\ .}
Der Paritätsoperator hat einfache mathematische Eigenschaften:
- Linearität
- Es handelt sich um eine Involution (Mathematik): Durch zweifache Anwendung erhält man wiederum die ursprüngliche Wellenfunktion, {\displaystyle {\hat {P}}{\hat {P}}\psi =\psi }, somit ist {\displaystyle {\hat {P}}} invertierbar und {\displaystyle {\hat {P}}^{-1}={\hat {P}}}.
- Der Operator erhält die Norm; da {\displaystyle {\hat {P}}} linear und invertierbar ist, ist {\displaystyle {\hat {P}}} ein unitärer Operator, wie bei den Symmetrietransformationen in der Quantenphysik üblich.
- Aufgrund der Unitarität ist {\displaystyle {\hat {P}}^{-1}} gleich seinem Adjungierten {\displaystyle {\hat {P}}^{\dagger }}, somit ist {\displaystyle {\hat {P}}={\hat {P}}^{\dagger }} selbstadjungiert.

Als selbstadjungierter Operator hat {\displaystyle {\hat {P}}} nur reelle Eigenwerte und lässt sich als Observable auffassen. Zu dieser Observable existiert aber kein direktes klassisches Pendant, aus dem sie sich (etwa über ein Funktionalkalkül) ergibt. Da der Paritätsoperator unitär ist, haben all seine Eigenwerte Betrag {\displaystyle 1}. Somit besitzt {\displaystyle {\hat {P}}} höchstens die Eigenwerte {\displaystyle +1} und {\displaystyle -1}, auch als Paritätsquantenzahl bezeichnet. Die Eigenfunktionen zum Eigenwert {\displaystyle +1} erfüllen die Gleichung {\displaystyle \psi ({\vec {r}})=\psi (-{\vec {r}})} und gehören damit zu den geraden (auch: symmetrischen) Funktionen (wie zum Beispiel eine Glockenkurve). Zum Eigenwert {\displaystyle -1} gehören ungerade (auch: schiefsymmetrische) Wellenfunktionen, denn es gilt {\displaystyle \psi ({\vec {r}})=-\psi (-{\vec {r}})}. Jeder Zustand lässt sich eindeutig als Summe von einem Eigenzustand zum Eigenwert {\displaystyle +1} und einem zum Eigenwert {\displaystyle -1} darstellen, das heißt in einen geraden und einen ungeraden Teil zerlegen, wie leicht nachzurechnen ist und auch aus dem Spektralsatz folgt.
Für Mehrteilchensysteme wird der Paritätsoperator analog zunächst für den Raum eines jeden einzelnen Teilchens definiert und dann auf das Tensorprodukt der Räume fortgesetzt:
{\displaystyle {\hat {P}}(\psi _{1}\otimes \ldots \otimes \psi _{n})({\vec {r_{1}}},\ldots ,{\vec {r_{n}}})=(\psi _{1}\otimes \ldots \otimes \psi _{n})(-{\vec {r_{1}}},\ldots ,-{\vec {r_{n}}})} (linear fortzusetzen auf den ganzen Produktraum)
Algebraisch lässt sich der Paritätsoperator auch durch das Transformationsverhalten der Komponenten des Ortsoperators {\displaystyle {\hat {\vec {r}}}=({\hat {x}}_{1},{\hat {x}}_{2},{\hat {x}}_{3})} charakterisieren:
{\displaystyle {\hat {P}}{\hat {x}}_{i}{\hat {P}}^{-1}={\hat {P}}{\hat {x}}_{i}{\hat {P}}=-{\hat {x}}_{i}}
Oder anders ausgedrückt:
{\displaystyle {\hat {P}}{\hat {x}}_{i}=-{\hat {x}}_{i}{\hat {P}}}
Der Paritätsoperator antivertauscht also mit dem Ortsoperator:
{\displaystyle \left\{{\hat {P}},{\hat {x}}_{i}\right\}=0}
Das Gleiche gilt auch für die Komponenten des Impulsoperators {\displaystyle {\hat {\vec {p}}}=({\hat {p}}_{1},{\hat {p}}_{2},{\hat {p}}_{3})}
{\displaystyle \left\{{\hat {P}},{\hat {p}}_{i}\right\}=0}.

### Paritätserhaltung und Paritätsverletzung
Erhaltung der Parität ist gewährleistet, wenn der Hamilton-Operator {\displaystyle {\hat {H}}} mit dem Paritätsoperator vertauschbar ist: {\displaystyle \left[{\hat {P}},{\hat {H}}\right]={\hat {P}}{\hat {H}}-{\hat {H}}{\hat {P}}=0}. Als Folge bleibt ein einmal vorliegender Paritätseigenwert für alle Zeit erhalten. Des Weiteren existiert ein gemeinsames vollständiges System von Eigenzuständen zu {\displaystyle {\hat {H}}} und {\displaystyle {\hat {P}}}, mit der Folge, dass, bis auf zufällige mögliche Ausnahmen im Fall von Energieentartung, alle Energieeigenzustände eine wohldefinierte Parität besitzen.
Aufgrund der beobachteten Paritätsverletzung muss der für die betreffenden Prozesse gültige Hamilton-Operator einen mit dem Paritätsoperator nicht vertauschbaren Term enthalten. Damit folgt, dass es Prozesse gibt, in denen die anfängliche Parität nicht erhalten bleibt, und dass die Energieeigenzustände genau genommen Überlagerungen von zwei Zuständen entgegengesetzter Parität sind. Da dieser paritätsverletzende Term nur in der schwachen Wechselwirkung vorkommt, sind die tatsächlich beobachtbaren Auswirkungen meistens geringfügig, wenn auch theoretisch bedeutsam.

## Andere Dimensionen
Betrachtet man physikalische Theorien in anderen als drei Dimensionen, so ist zu beachten, dass bei geradzahliger Dimension des Raumes eine Umkehr aller Koordinaten nichts anderes als eine Drehung ist (die Determinante ist {\displaystyle 1}). Daher definiert man für allgemeine Dimensionszahl die Paritätstransformation als Umkehr einer Koordinate und verfährt ansonsten analog. Dabei hat man den praktischen Nachteil, dass es nicht möglich ist, bezugssystemsunabhängig eine feste solche Matrix als Paritätstransformation zu definieren.